# Лудвигслуст
Лудвигслуст (њем. Ludwigslust) град је у њемачкој савезној држави Мекленбург-Западна Померанија. Једно је од 89 општинских средишта округа Лудвигслуст. Према процјени из 2010. у граду је живјело 12.585 становника. Посједује регионалну шифру (AGS) 13054069.

## Географски и демографски подаци
Лудвигслуст се налази у савезној држави Мекленбург-Западна Померанија у округу Лудвигслуст. Град се налази на надморској висини од 35 метара. Површина општине износи 78,3 km². У самом граду је, према процјени из 2010. године, живјело 12.585 становника. Просјечна густина становништва износи 161 становника/km².

## Међународна сарадња
| Мјесто    | Држава | Врста сарадње | Од    |
| --------- | ------ | ------------- | ----- |
| Хеменлина | Финска | партнерство   | 2000. |
| Камскоје  | Русија | партнерство   | 1994. |
| Извор     |        |               |       |